# Gnome et Rhône
La Société des Moteurs Gnome et Rhône fu una società francese che fabbricava motori per l'aviazione e, in seguito, anche motociclette, fino agli anni cinquanta. Era il risultato della fusione nel 1915 delle società Gnome, fondata nel 1905 dai fratelli Louis e Laurent Seguin e Le Rhône, creata nel 1897. Venne nazionalizzata allo scoppio della seconda guerra mondiale per formare la Snecma, fusa di recente nella SAFRAN.

## Aviazione

### Motori Gnome

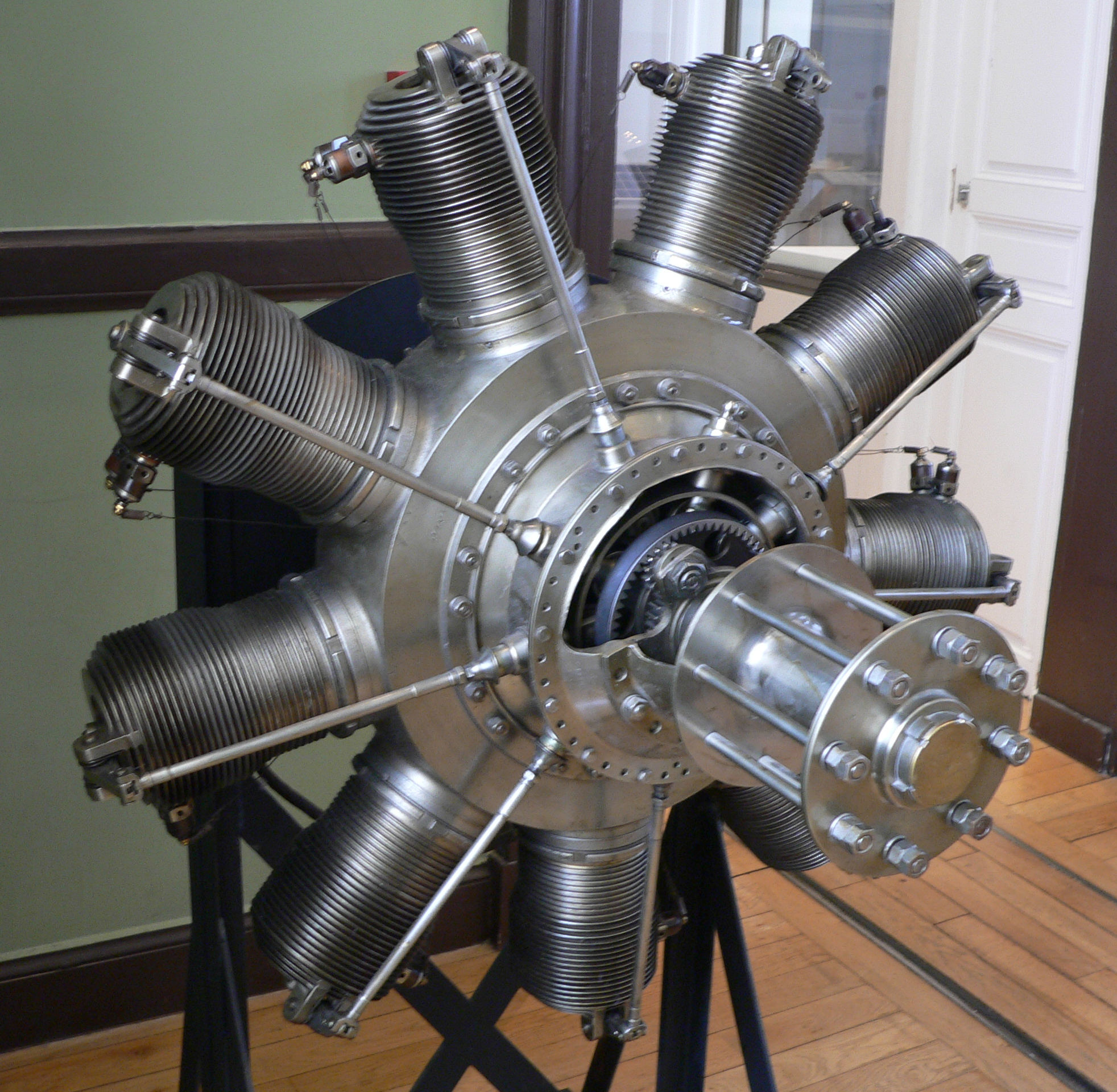
Gnome Delta "monosoupape".

Louis e Laurent Seguin acquistarono la licenza dei motori a petrolio Gnome dalla società tedesca Motoren Fabrik Oberursel e fabbricarono a Gennevilliers dei motori per imbarcazioni ed in seguito per autovetture prima di gettarsi, nel 1905, su una nuova creatura: il motore rotativo per aeroplani. Il loro primo modello è del 1909: lo Gnome Omega a 7 cilindri pesante 75 kg che sviluppava la potenza di 50 CV. Questo motore permise a Henri Farman di superare i 100 km/h nel 1910 sul suo aeroplano Voisin.

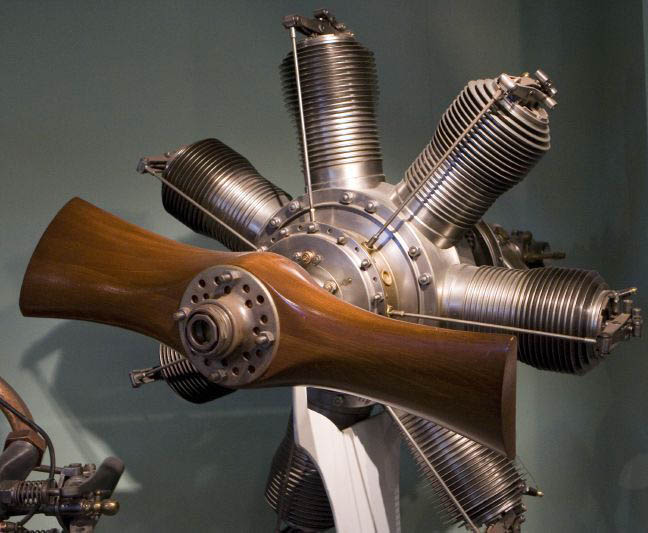
Gnome Omega.

I primi modelli dell'Omega utilizzavano un sistema d'ingresso del carburante dalla biella attraverso il pistone, evitando così i vari meccanismi (quali camme, pulsanti e rinvii) di comando delle valvole e i condotti rotativi di immissione. Per semplificare la manutenzione e diminuire l'usura, nell'evoluzione del motore questo fu dotato di una valvola di scarico comandata, e di una luce di ingresso per l'aspirazione. La stessa accensione della candela era fatta senza fili, ma ottenuta per corrispondenza, durante la rotazione, di una piastra ad alta tensione con la testa della candela.
Questi motori benché semplici erano molto costosi da produrre, a causa dei vincoli costruttivi dovuti alle masse in rotazione, e all'equilibratura di precisione dell'insieme.

### Motori Le Rhône

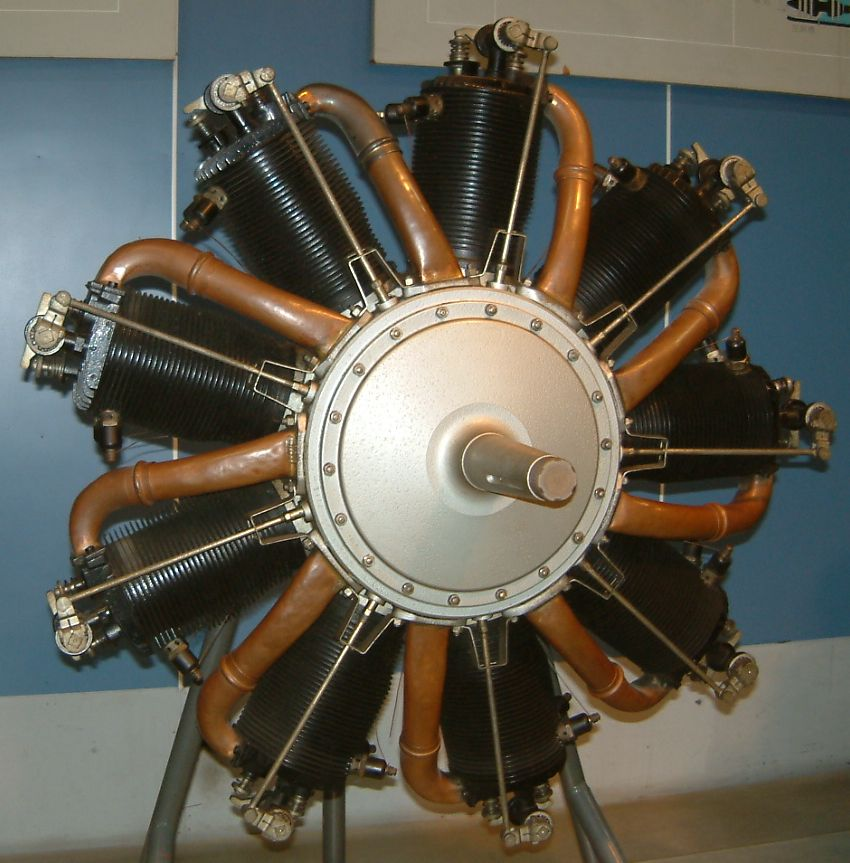
Le Rhône 9C.

La Société industrielle des moteurs Le Rhône fabbricò dal 1897 motori industriali. Verso il 1909, assunse il progettista Louis Verdet per iniziare a produrre motori aeronautici. Verdet sviluppò nel 1910 un primo prototipo a 7 cilindri a stella che sviluppava 50 CV e pesava circa 90 kg, nel 1911, seguì il modello 9C a 9 cilindri a stella di 11 L di cilindrata che sviluppava 70 poi 80 CV. L'anno successivo una versione da 15 L di cilindrata raggiungeva 110 CV. Questi motori erano più convenzionali rispetto ai Gnome con due 2 valvole per cilindro e dei tubi d'immissione rotativi.

### Fusione
Il 12 gennaio 1915, la Gnome assorbì Le Rhône per formare la Société des moteurs Gnome et Rhône, che produsse 25000 motori, più 75000 su licenza, durante la prima guerra mondiale. Fu la tecnologia di Louis Verdet ad essere perfezionata per la serie 9 fino a raggiungere, nella versione 9J, ben 110 CV.
Era un fatto comune vedere i piloti da caccia francesi, inglesi o americani, affrontare i loro omologhi tedeschi e austriaci in aerei equipaggiati con gli stessi 9J prodotti sotto licenza da Oberursel.

### Motori radiali Bristol
Nel 1921 la società comprò la licenza del motore radiale Jupiter, poi Titan, della società Bristol Engine Company. Non tardò la produzione in proprio: la serie K che sarà uno dei successi fra le due guerre, costituita dal 5 cilindri 5K Titan che sviluppava 260 CV, dal 7 cilindri 7K Titan Major da 370 CV e dal 9 cilindri 9K Mistral da 550 CV.
Seguirono i motori a doppia stella, il 14K Mistral Major di 625 CV nel 1929 che raggiunse 1 025 CV grazie all'utilizzo di un compressore nel 1933 ed il 14N da 1 100 a 1 210 CV. L'ultimo sviluppo fu il 14R da 1 290 a 1 580 CV nel 1940.

### Nazionalizzazione e fondazione della Snecma
Nel 1945, la società si trovava penalizzata da gravi handicap e ritardi tecnologici, causati dai quattro anni d'occupazione tedesca e dalla distruzione delle officine in seguito ai bombardamenti alleati del 1944. Pertanto viene nazionalizzata dal Governo Francese, congiuntamente ad altre aziende del gruppo come, ad esempio, la Lorraine-Dietrich, della quale la Gnome et Rhône aveva assunto il controllo nel 1941. Nacque così la Snecma, acronimo di Société Nationale d'Étude et de Construction de Moteurs d'Aviation.

## Motociclette

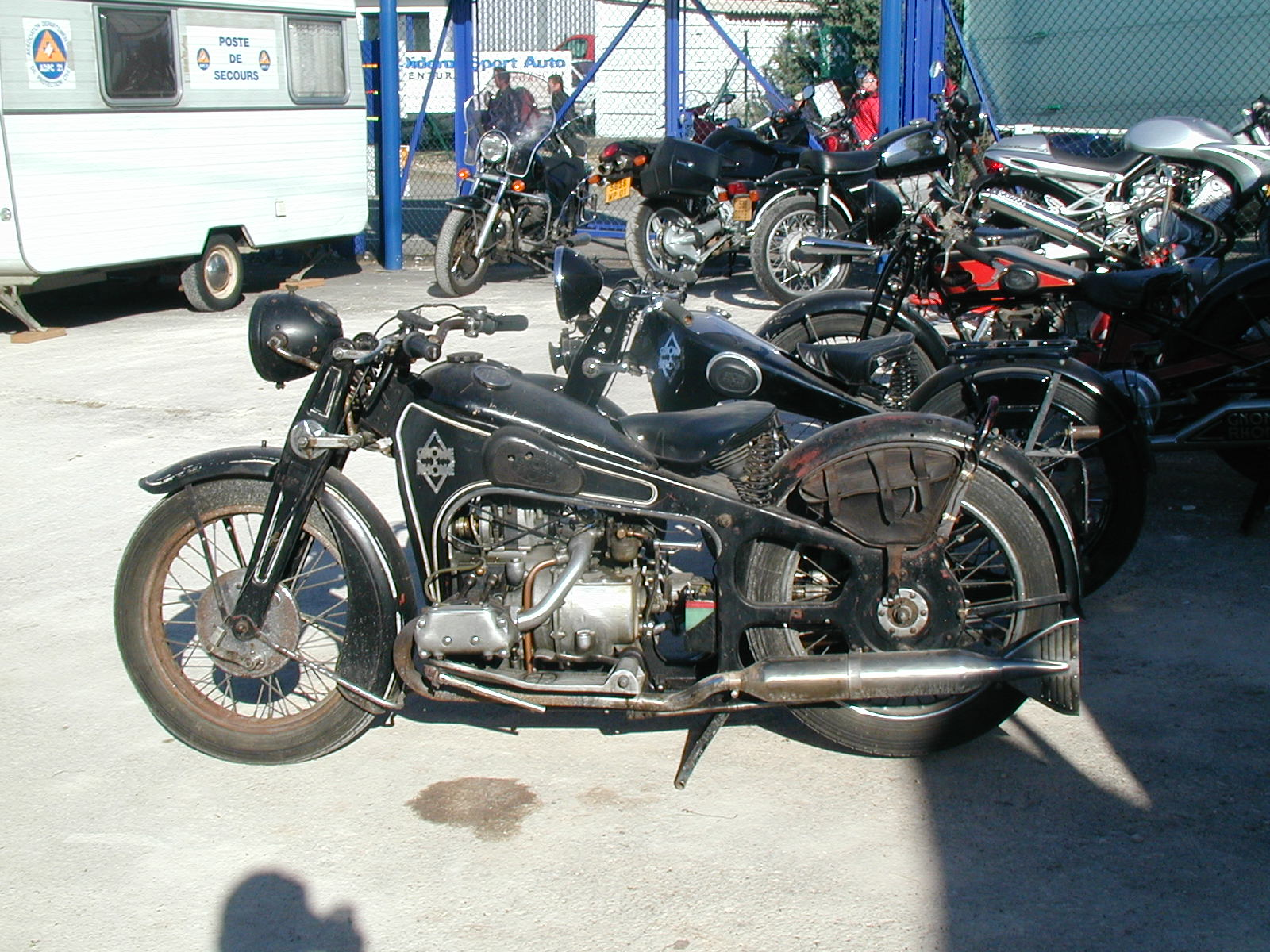
Delle Gnome et Rhône

Al termine della prima guerra mondiale, il crollo delle commesse militari spinse la società a diversificarsi, in particolare nella produzione di motociclette. Acquistò la licenza delle moto britanniche ABC Motors e le migliorò; in seguito, a partire dal 1923, produsse le proprie moto equipaggiate con motori a partire dal 175 cm³ 2 tempi (tipo "E") al 4 tempi di 500 cm³ a valvole laterali (tipo "C").
Nel 1926 venne presentato il tipo D: il D2, D3 poi D4 furono equipaggiati con dei motori monocilindrici di 500 cm³ con valvole in testa.
Negli anni trenta furono in produzione le Major, Super Major, D5, 500 V2 poi CV2; questi ultimi vennero equipaggiati con dei motori bicilindrici a sogliola di 500 cm³. Vennero prodotti anche dei modelli di cilindrata più ridotta: Junior (motore monocilindrico di 250 cm³), i M2 e CM2 (motori di 350 cm³).
A partire dal 1937, apparirono i modelli X, nell'ordine prima il 750 X e poi a seguire l'800 AX2.
Durante la seconda guerra mondiale, l'800 AX2 venne fabbricato dalle officine Terrot a Digione.
Nel secondo dopoguerra, la produzione fu continuata dalla Snecma. Con la serie R e L equipaggiate con motori 2 tempi: R1 (100 cm³), R2, R3 et R4 (125 cm³), L5 (175 cm³), LX5 (200 cm³) e con un telaio classico.
La produzione cessò definitivamente nel 1959.